# 20th Century Boy
«20th Century Boy» — песня T. Rex, написанная Марком Боланом. Она была выпущена синглом в 1973 году и добралась до 3-й позиции хит-парада UK Singles Chart. Песня не вошла в оригинальный студийный альбом, но была включена бонусным треком в переиздание альбома 1973 года Tanx.
Песня позже вернулась в UK Top 20 в 1991 году, добравшись до 13-й позиции, спустя четырнадцать лет после смерти Болана, когда она прозвучала в рекламе Levi’s с Брэдом Питтом.
Британский журнал New Musical Express включил данную композицию в свой список «500 величайших песен всех времён», разместив её в нём на 300-й позиции.

## Запись

### «20th Century Boy»
«20th Century Boy» была записана 3 декабря 1972 года на студии Toshiba Recording Studios в Токио, Япония, за сессию, которая проходила с 3 дня до 1:30 ночи.
Бэк-вокальные партии, хлопки, акустическая гитара и саксофон были записаны в Англии по возвращении T. Rex из турне.

### «Free Angel»
«Free Angel» была записана во время первой сессии для альбома Tanx с 1 по 4 августа 1972 года. Сингл был сведён для релиза на студии Air Studios 16 декабря 1972 года.

## Список композиций
1. «20th Century Boy»
2. «Free Angel»

## Участники записи
- Марк Болан — ведущий вокал, гитара
- Мики Финн[англ.] — хлопки в ладоши
- Стив Карри[англ.] — бас
- Билл Леджент[англ.] — ударные
- Sue and Sunny[англ.] — бэк-вокал
- Говард Кейси[англ.] — саксофон
- Тони Висконти — музыкальный продюсер

## Хит-парады
| Хит-парад (1973)                | Высшая позиция |
| ------------------------------- | -------------- |
| Австралия (Kent Music Report)   | 57             |
| Ирландия (IRMA)                 | 1              |
| Норвегия (VG-lista)             | 9              |
| Испания (AFE)                   | 28             |
| Великобритания (OCC UK Singles) | 3              |
| ФРГ (GfK)                       | 8              |

| Хит-парад (1991—1992)              | Высшая позиция |
| ---------------------------------- | -------------- |
| Denmark (IFPI)                     | 5              |
| Finland (Suomen virallinen lista)  | 13             |
| Ирландия (IRMA)                    | 8              |
| Новая Зеландия (Recorded Music NZ) | 9              |
| Швеция (Sverigetopplistan)         | 39             |
| Швейцария (Schweizer Hitparade)    | 27             |
| Великобритания (OCC UK Singles)    | 13             |

| Хит-парад (1987)         | Высшая позиция |
| ------------------------ | -------------- |
| Canada (Cancon)          | 9              |
| Канада (RPM Top Singles) | 44             |